# Boulevard Solitude
Boulevard Solitude és una òpera en un acte i set escenes que va ser composta l'any 1951 per Hans Werner Henze a partir d'un llibret alemany de Grete Weil, basat en el guió dramàtic escrit per Walter Jockisch, al seu torn una adaptació moderna de la coneguda novel·la Manon Lescaut de l'Abat Prévost. Henze es va interessar per la història després de veure la pel·lícula Manon (1949) d'Henri-Georges Clouzot, guanyadora del Lleó d'Or del Festival de Venècia de 1949.
L'estrena va tenir lloc el 17 de febrer de 1952 al Landestheater de la ciutat alemanya de Hannover.
Es tracta de la primera obra de Henze que va tenir un autèntic impacte. L'òpera destaca per la punyent influència del jazz i de la música popular parisenca, el que va constituir una novetat, en haver estat Henze associat fins llavors amb el dodecafonisme. L'obra evoca de forma contemporània, l'arxiconeguda història de Manon Lescaut, que anteriorment ja havia estat adaptada a l'òpera almenys en tres ocasions: per Auber, per Massenet i per Puccini.
Tot i que no pot considerar-se que forma part del repertori habitual, Boulevard Solitude continua representant-se i és popular entre el públic.

## Argument
Escena primera. La sala d'espera una estació de tren d'una gran ciutat francesa.
L'estudiant Armand des Grieux es troba amb una jove anomenada Manon Lescaut, a qui acompanya el seu germà i que viatja a Lausana per a acabar els seus estudis. Armand s'enamora a l'instant de Manon i els dos fugen junts a París, aprofitant un descuit del germà.
Escena segona. Un àtic de París.
Els dos enamorats viuen feliços, en la pobresa, en una habitació d'un àtic de París. Armand ha perdut l'assignació econòmica de son pare, disgustat amb la seva vida dissoluta, per la qual cosa ha d'eixir a demanar diners al seu amic Francis. En absència d'Armand, reapareix Lescaut, el germà de Manon i la convenç d'anar a visitar a Lilaque pare, un admirador de Manon, ric i vell.
Escena tercera. Un saló elegant en casa de Lilaque.
Manon s'ha convertit en amant de Lilaque pare, però segueix enamorada d'Armand, a qui escriu una carta, assegurant-li ser molt feliç i ser molt ben tractada pel seu protector. Es lamenta de no poder veure el jove des Grieux i pensa a escapar en la seva cerca. Apareix Lescaut que interromp indignat l'escriptura de la carta, li demana que tingui cura de la relació amb el seu protector econòmic i es deixi de romanços. Acaba trencant la carta i recordant-li que ella és la font de riquesa per a ambdós. Després li demana més diners a la seva germana per als seus vicis. Com ella no consent, Lescaut roba diners d'una caixa d'or propietat de Lilaque que el pare té a la seva habitació. Lilaque ho descobreix i despatxa els dos germans de sa casa.
Escena quarta. La biblioteca a la universitat.
Passat un temps, Armand, Francis i altres estudiants es troben estudiant l'obra del poeta romà Catul. Armand segueix enamorat de Manon, tot i que el seu amor comença a flaquejar. Francis l'informa que Manon ha robat a Lalique i ha estat despatxada de sa casa, però Armand no s'ho creu. Francis se'n va indignat i entra Manon. La parella llegeix un poema que revifa el seu amor.
Escena cinquena. Una taverna dels baixos fons.
Manon i Armand hi són junts una altra vegada. Armand ha esdevingut un addicte a les drogues per a oblidar el seu passat. Lescaut li porta cocaïna i li pregunta per Manon, a qui vol proposar mantenir relacions per diners amb Lilaque fill, el qual l'acompanya. Quan apareix Manon, Armand s'enfureix amb Lescaut i Lalique fill. Manon intenta calmar a Armand i se'n va amb els dos homes. Armand rep una carta, amb la qual Manon li demana trobar-se amb ell l'endemà, només aconseguisca alliberar-se de Lilaque fill. Armand queda confús.
Escena sisena. L'apartament de Lalique fill.
A l'alba, Armand i Manon estan junts al dormitori de Lalique. Manon accepta la seua nova situació de protegida de Lalique fill, però Armand té nostàlgia del passat, quan convivien permanentment. Apareix Lescaut i adverteix a Armand que ha de fugir abans que el localitzen els criats. Lescaut roba una pintura moderna de la paret. Apareix sobtadament Lilaque pare, i Armand i Lescaut han d'amagar-se. El vell descobreix el robatori del quadre i crida la policia, mentre manté un revòlver a la seua mà. Lescaut es baralla amb l'ancià, disparant-se l'arma, que deixa en mans de Manon donant-se a la fuga. Lilaque fill i la policia fan la seua aparició, i troben Manon i Armand en l'escena del crim. La policia deté a Manon.
Escena setena. L'exterior d'una presó.
Armand arriba per a intentar visitar la seua enamorada abans que aquesta ingresse a la presó. Manon hi és conduïda en companyia d'altres presoners, i no pot parlar amb Armand. L'escena es completa amb seqüències musicals de la vida de la parella.